# Bronwyn Bancroft
Bronwyn Bancroft (født 1958) er en australsk aboriginsk kunstner, kendt for at være den første australske modedesigner, der er inviteret til Paris for at vise sine værker. Bronwyn Bancroft er født i Tenterfield, New South Wales og uddannet i Canberra og Sydney.